# Павлівка (селище, Богодухівський район)
Павлівка — селище в Україні, у Краснокутській селищній громаді Богодухівського району Харківської області. Населення становить 269 осіб. До 2020 орган місцевого самоврядування — Пархомівська сільська рада.

## Географія
Селище Павлівка знаходиться в балці Петришин Яр на відстані 2 км від річки Хухра (лівий берег), на березі ставка за 2 км від селища розташоване село Сонячне (Сумська область).

## Історія
12 червня 2020 року, розпорядженням Кабінету Міністрів України № 725-р «Про визначення адміністративних центрів та затвердження територій територіальних громад Харківської області», увійшло до складу Краснокутської селищної громади.
19 липня 2020 року, в результаті адміністративно-територіальної реформи та ліквідації Краснокутського району, селище увійшло до складу Богодухівського району.